# Parco naturale prefettizio di Akkeshi
Parco naturale prefettizio di Akkeshi (厚岸道立自然公園?, Akkeshi dōritsu shizen kōen) è un parco naturale prefettizio nella prefettura di Hokkaidō, Giappone. Istituito nel 1955, il parco ha una superficie di 215,23 km² (21 523 ha) e si estende nei territori delle città di Akkeshi, Hamanaka e Kushiro. Comprende due strisce non contigue di costa, adiacenti a un lago, una palude, una foresta e diverse isole. Nel 2017 il governo locale ha lavorato al parco per poter chiedere nel novembre 2020 la designazione di parco nazionale.
La flora all'interno del parco include l'abete Sakhalin, la betulla di Erman, l'iris artico, Hemerocallis esculenta e il piccolo mirtillo rosso; la fauna comprende la gru giapponese, l'aquila dalla coda bianca, l'aquila di mare di Steller, il cigno selvatico, l'uccello delle tempeste di Leach e la pulcinella di mare.

## Caratteristiche naturali
Il parco contiene anche diversi picchi montuosi, il lago Akkeshi (un'area di protezione speciale della fauna selvatica e parte del sito Ramsar Akkeshi-ko e Bekambeushi-shitsugen), l'isola Daikoku (un'area di protezione speciale della fauna selvatica, i cui luoghi di riproduzione degli uccelli marini sono un monumento naturale), l'isola di Kojima (小島?), capo Namida (涙岬?), Mochirippu-numa (藻散布沼?), Hichirippu-numa (火散布沼?), l'isola Kenbokki, capo Azechi (アゼチ岬?), Capo Kiritappu (霧多布岬?) e Kiritappu (un'area di protezione speciale della fauna selvatica e sito Ramsar, le cui piante, che formano la torba, sono un monumento naturale).

## Transizione in parco nazionale
La prefettura di Hokkaido ha proposto la creazione della transizione nel parco in parco nazionale e presenterà entro la fine di novembre 2020 la proposta al Ministero dell'ambiente.
La conversione vedrà l'unione del parco naturale di Akkeshi con la palude di Bekkanbeushi e la foresta nazionale Kitoshi, per una dimensione totale di 414,87 km² (41 487 ha).